# 五龙口古代水利设施
五龙口古代水利设施位于中华人民共和国河南省济源市五龙口镇沁河出山口处，为河南省开创年代最久、保存最为完好的古代水利设施之一，也是中国水利史上第一个采用暗渠进行隔山取水的水利工程。五龙口兴修水利的历史最早可追溯至秦朝，曹魏、唐朝、元朝均在此修渠，至明朝时期建成5条水渠，故称“五龙口”。

## 历史
五龙口水利设施始建于秦始皇二十六年（公元前221年），时以方木垒堰，抬高水位，将沁河水引入人工开挖的渠道灌溉田地，因渠首“枋木为门，以备泄洪”，称为“枋口堰”，又称“方口”或“秦渠”。东汉安帝曾敕令“修理旧渠，以溉公私田畴”。三国时期，曹魏典农司马孚重修枋口堰，改枋木门为石门。唐朝时，河阳节度使温造对枋口堰进行扩修，可灌溉济源、河内、温县、武陟的五千顷农田，并改称 “广济渠”。明隆庆二年（1568年）对广济渠进行疏浚，并新开广惠渠。万历二十八年（1600年）、三十年（1602年），济源知县史纪言和河内知县袁应泰分别在广济渠首西侧开通永利渠和新广济渠。万历四十五年（1617年）建利丰渠，四十七年（1619年）建兴利渠，形成“五龙分水”的景象。清康熙年间，济源知县甘国墀于广济渠上游开甘霖渠。1958年，拆除原利丰渠首，改建为石砌隧洞式的无坝引水渠首，将广济、永利、利丰三渠合为一条总干渠，称广利渠。

## 现存设施
五龙口现存永利渠首、广济渠首、甘霖渠首闸、滚水坝等古代水利设施遗迹。永利渠首为建于明朝后期，为隧洞式无坝取水渠。渠首面阔11.6米，高8.5米，隧洞进深70米，底层引水孔两眼，中层闸板室为双闸，上层为操作室两间，正面雕有“永利渠”题额。永利渠首上为三公祠，建于清嘉庆年间，祀奉明代建渠有功的史纪言、石应嵩、涂应造三位官吏。广济渠首位于永利渠首上游22米处，亦为明朝后期开凿的隧洞式无坝取水渠，渠首面阔12.2米，高8.5米，隧洞进深70米，底层引水孔两眼，为龙首吞水状。永利渠首上为祀奉袁应泰的袁公祠，建于明万历四十年（1612年），为仿木构石砌建筑，内存十六尊有功官吏石像。

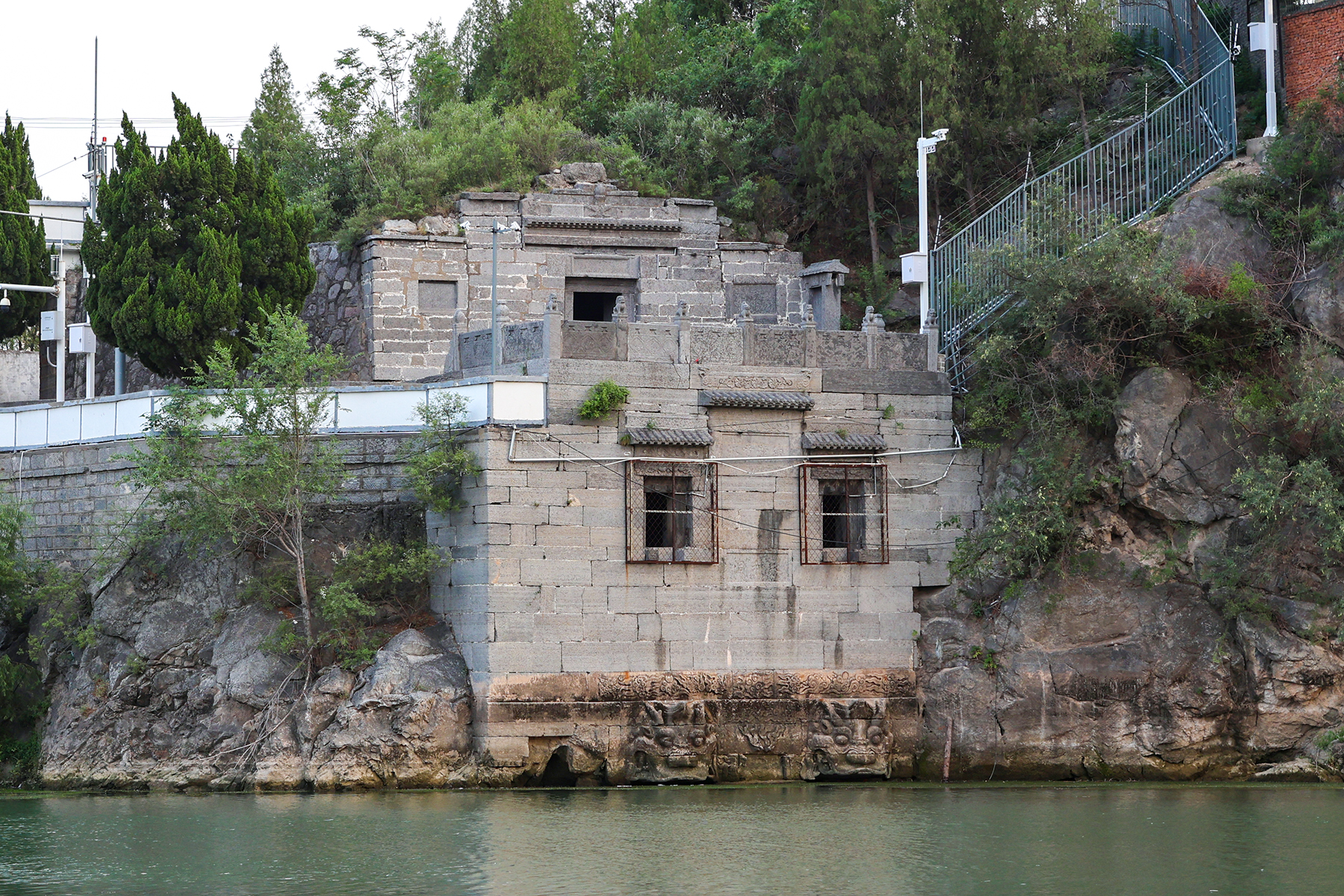
永利渠首和三公祠
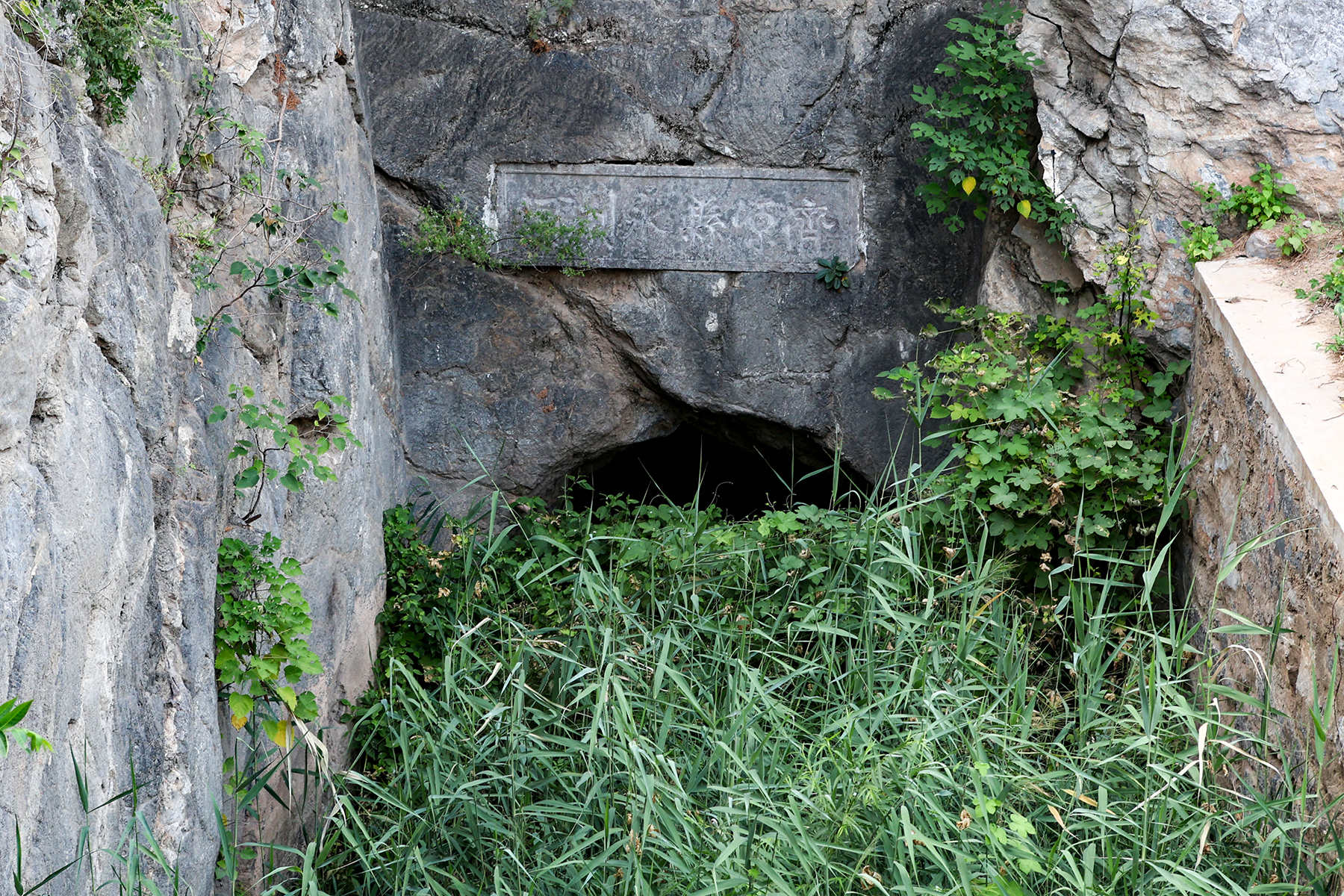
永利渠首取水洞内侧，上刻有“济源县永利河”
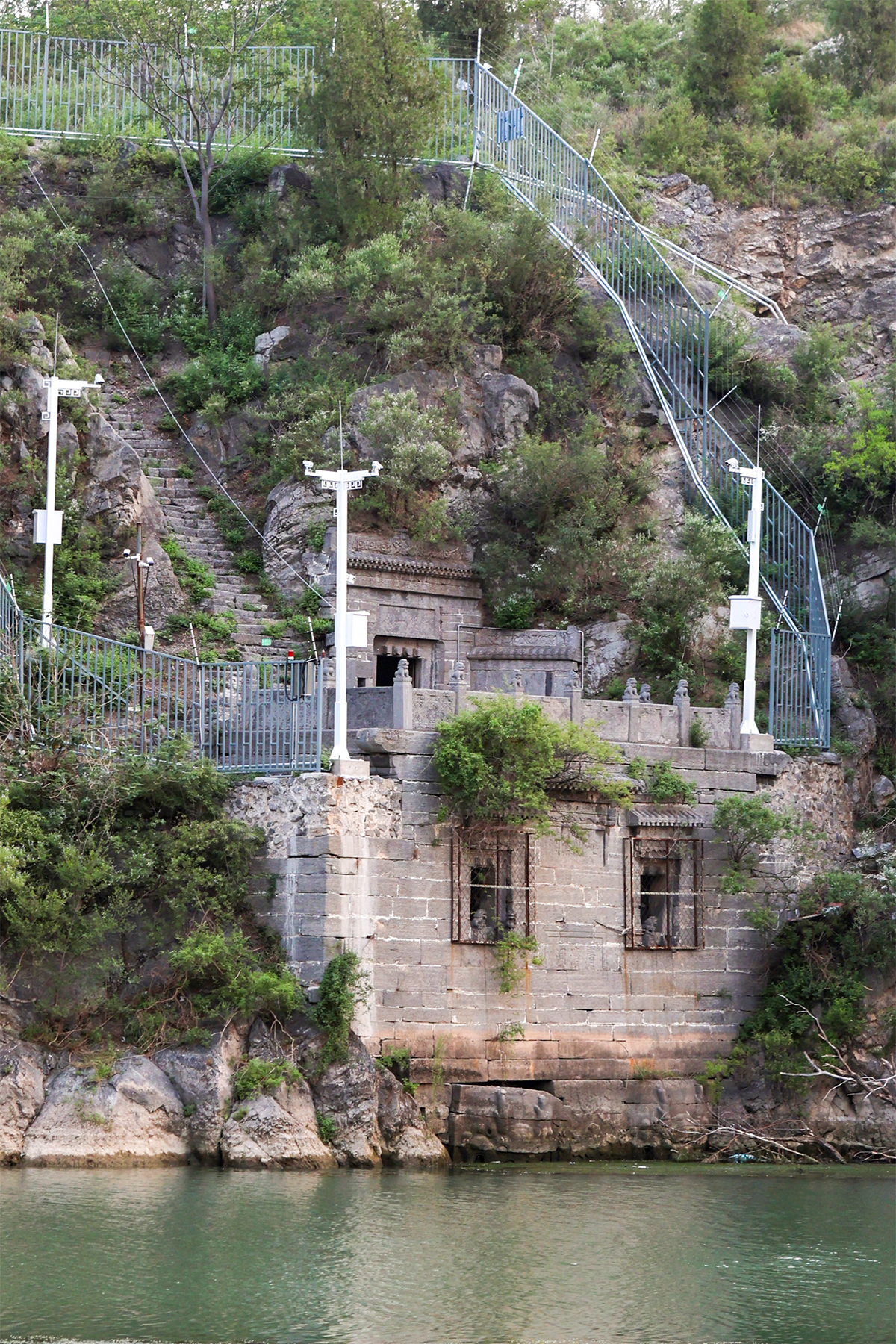
广济渠首和袁公祠

## 保护情况
1986年11月21日，河南省人民政府以“五龙口水利设施”的名称将其公布为第二批河南省文物保护单位，2013年3月5日，中华人民共和国国务院以“五龙口古代水利设施”的名称将其公布为第七批全国重点文物保护单位。2025年3月14日，五龙口古代水利设施被水利部黄河水利委员会列入首批黄河水利遗产名录。

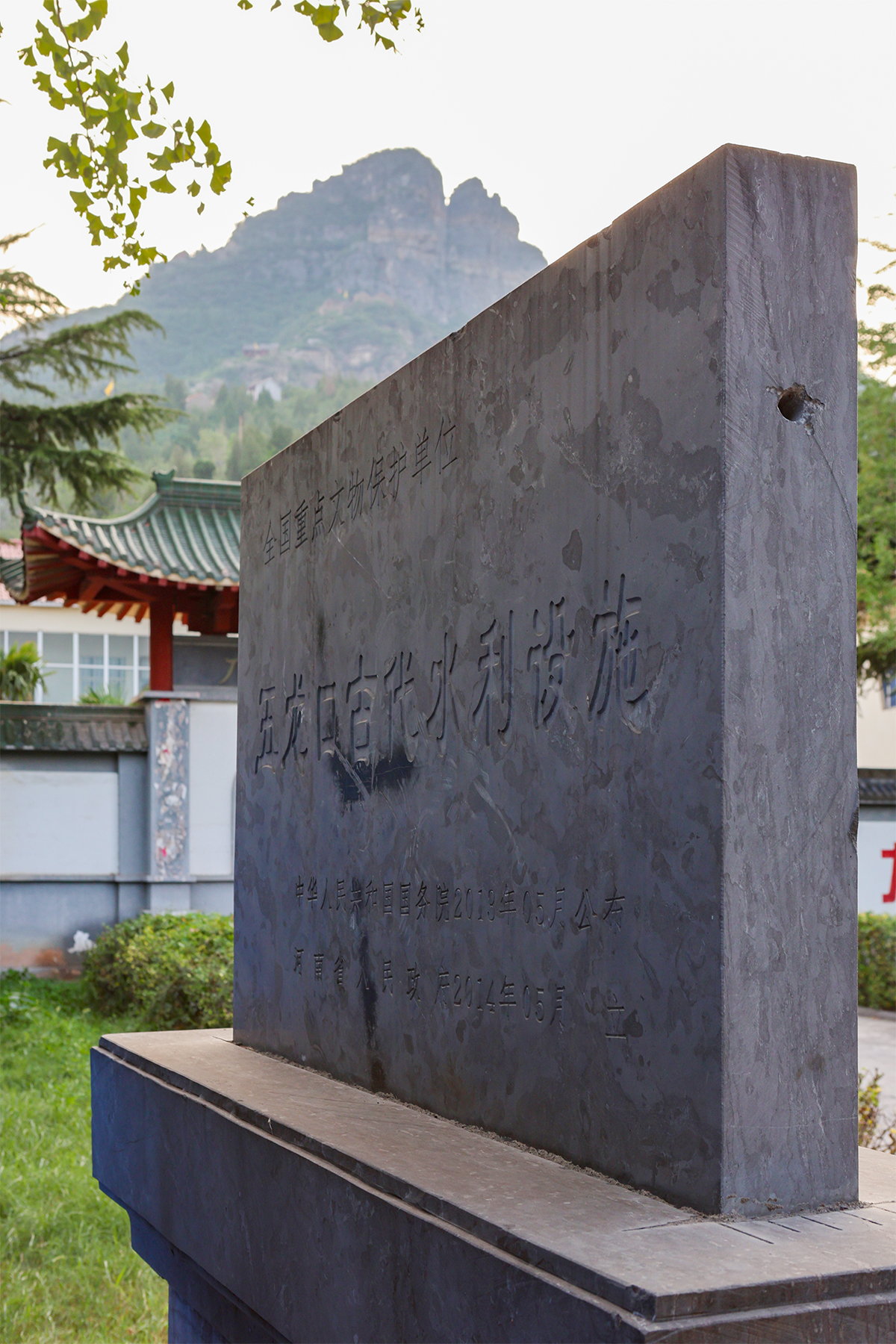
全国重点文物保护单位标识
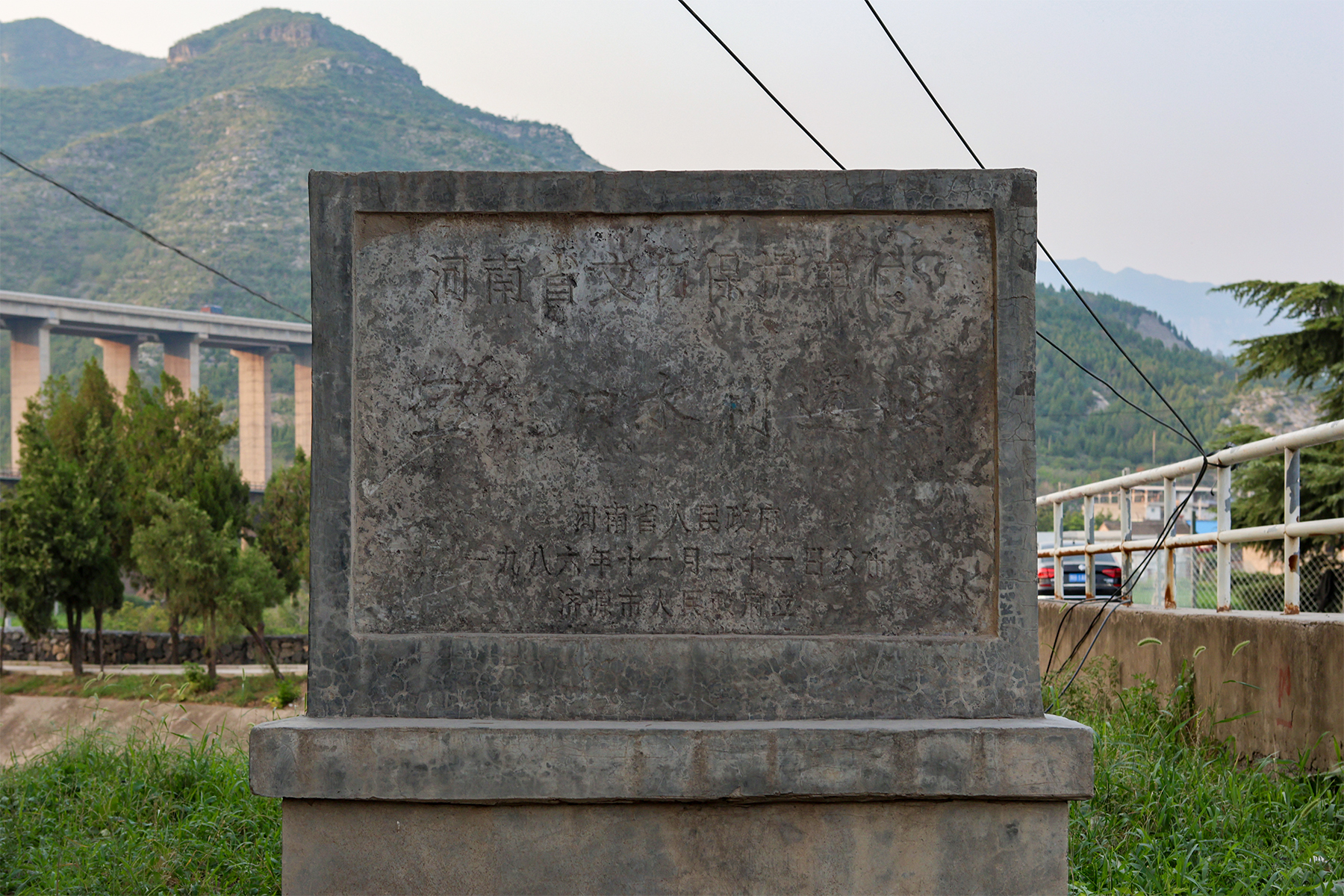
河南省文物保护单位标识